# دراسة مرتسم الكف

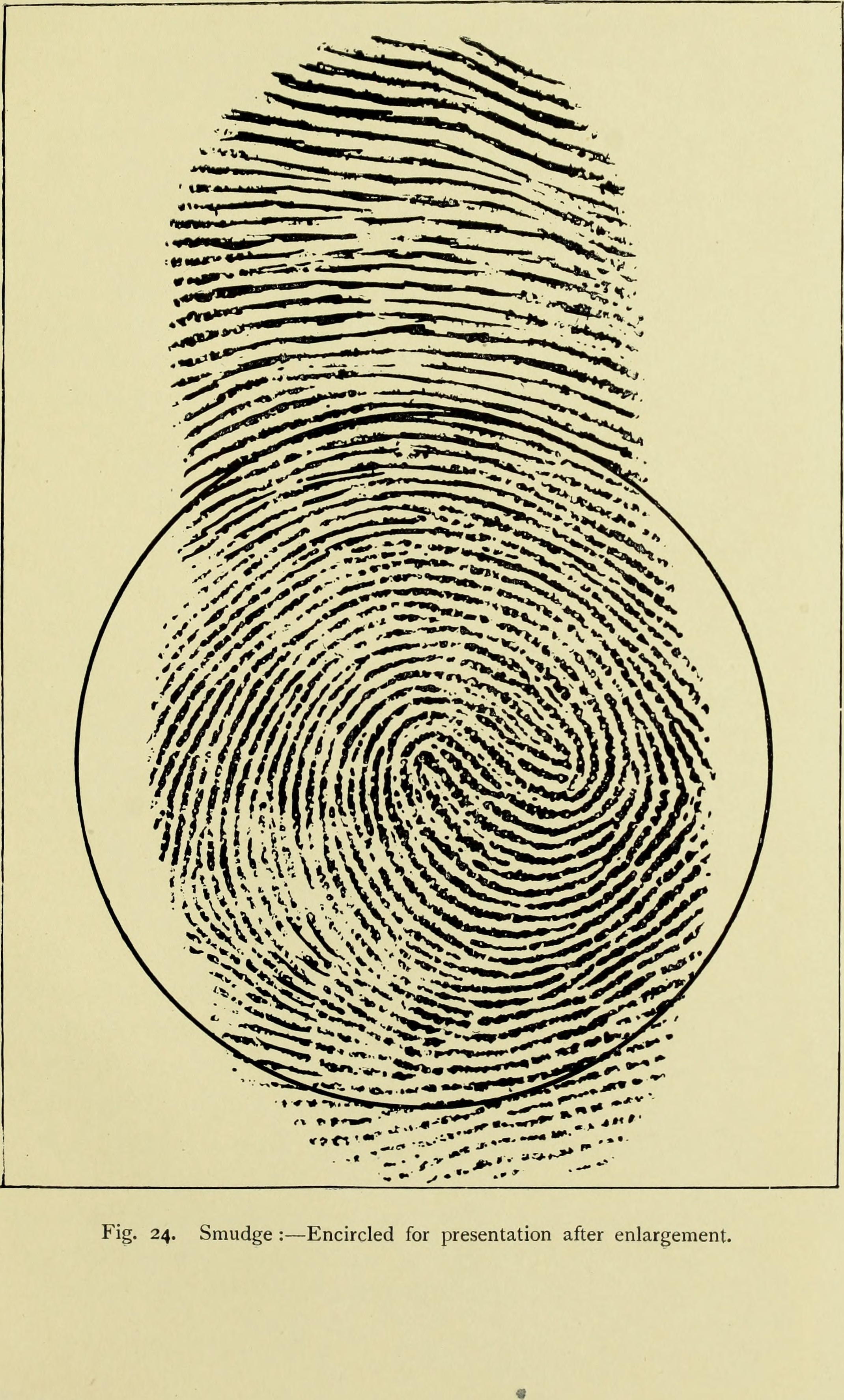
دليل التعرف على بصمات الأصابع.

دراسة مرتسم الكف (من اليونانية القديمة "ديرما"، والتي تعني "الجلد"، والحَز، والتي تعني "نقش") هو دراسة علمية لبصمات الأصابع، والخطوط، والتلال، والأشكال على الأيدي، والتي تختلف عن علم التنجيم الزائف والذي يشبهه سطحياً وهو علم الكفّ.
يشير علم الجلد أيضا إلى صنع نتوءات تحدث بشكل طبيعي على أجزاء معينة من الجسم، وهي على وجه الخصوص راحة اليد والأصابع والأخمصين وأصابع القدم. هذه هي المناطق التي لا ينمو فيها الشعر عادة، وتسمح هذه التلال تسمح بزيادة الفاعلية عند التقاط الأشياء أو المشي حافي القدمين.
في تقرير صدر عام 2009، وقد شُكِّك في الأساس العلمي الكامن وراء علم الجلد من قبل الأكاديمية الوطنية للعلوم، بناءً على اعتمادها على المقارنات الذاتية بدلًا من الاستنتاجات المستندة إلى المنهج العلمي.

## تاريخ
تعود بداية الدراسة العلمية للأعراف الجلدية للأيدي والأقدام إلى عام 1823، عندما بدأ جان إيفان جليستا بركنجي في العمل في هذا المجال.
وفي عام 1858، أدرك السير ويليام هيرشيل البارون الثاني، أثناء تواجده في الهند، قيمة البصمات للتعرف على الهوية، وكان أول أوروبي يدرك ذلك.
أجرى السير فرانسيس غالتون أبحاثًا واسعة حول أهمية أنماط تلال الجلد، حيث أظهر استقرارها وأسس علم التعرف على البصمات بكتابه في عام 1892 بعنوان "البصمات".
في عام 1893، نشر السير إدوارد هنري كتابه "تصنيف واستخدامات البصمات"، الذي اعتبر بداية عصر التعرف الحديث على البصمات وهو أساس لأنظمة التصنيف الأخرى.
في عام 1929، نشر هارولد كومينز وتشارلز ميدلو وآخرون كتابهم المؤثر "البصمات، الكفوف، والأقدام"، والذي يُعد مرجعًا في مجال علم طبقات الجلد
في عام 1945، قام ليونيل بينروز، مستوحيًا من أعمال كومينز وميدلو، بإجراء بحوثه الخاصة في دراسة طبقات الجلد كجزء من بحثه حول متلازمة داون  والاضطرابات الطبية الخلقية الأخرى.
في عام 1976، نشر شاومان وألتر كتابهم "طبقات الجلد في الاضطرابات الطبية"، الذي يلخص نتائج أنماط طبقات الجلد تحت ظروف الأمراض.
في عام 1982، أجرى سيلتزر وآخرون دراسة على مرضى سرطان الثدي، وخلصوا إلى أن وجود ستة أو أكثر من التجاويف المركزية على أطراف أصابع امرأة يشير إلى أنها تكون عرضة لمخاطر الإصابة بسرطان الثدي.
على الرغم من أن دراسة طبقات الجلد لها قيمة مكملة في تشخيص الاضطرابات الوراثية (انظر الأمثلة أدناه)، إلا أنه لا يوجد دليل كافٍ يشير إلى وجود قيمة في فحص أنماط التلال الجلدية لتشخيص الأمراض أو التعرف على عرضة الشخص للإصابة بالأمراض.

## علاقة علم الطبقات الجلدية والحالات الوراثية

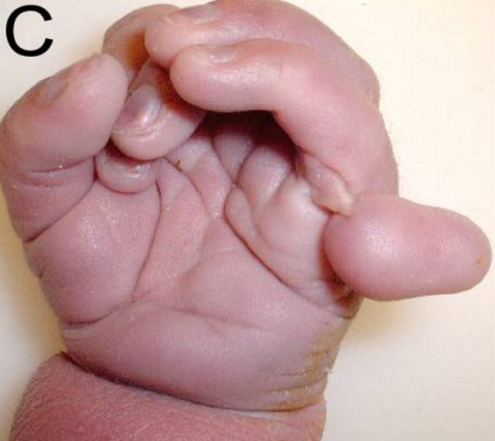
ستة أصابع لطفل مصاب بمتلازمة باتو.

يساعد علم الطبقات الجلدية، عند الربط بينه وبين الاضطرابات الجينية، في تشخيص تشوهات الولادة الخلقية عند الولادة أو بعد فترة زمنية قصيرة من الولادة.
- متلازمة كلاينفلتر: زيادة في عدد الأقواس على الإصبع 1، وزيادة تكرار حلقات الزنادين على الإصبع 2، وفي المجمل أقل عدد من الدوامات، وتقليل معدل الشرائط الراسخة للحلقات والدوامات بالمقارنة مع المجاميع الضابطة، وتقليل كبير في إجمالي عدد الشرائط الراسخة على الأصابع.[3]
- متلازمة المواء: ترتبط الأمراض الجلدية غير الطبيعية، بما في ذلك التجاعيد الراحية المستعرضة المفردة و مجموعة من ثلاث حواف تشكل شكل Y عند قاعدة كل إصبع على راحة اليد. في وضع t على كلتا اليدين،[4] ب 92% من المرضى، وفقا لمراجعة نقدية لدراسات متعددة.[5]
- العمى الخلقي: تشير البيانات الأولية إلى نصف قطر غير طبيعي في مجموعة من ثلاث حواف تشكل شكل Y عند قاعدة كل إصبع على راحة اليد.[6]
- متلازمة نيجيلي-فرانشيسكي-جاداسون: المرضى فيه يفتقرون إلى أي نوع من البصمات الجلدية.[7]
- متلازمة نونان: زيادة تكرار التجاويف على أطراف الأصابع؛ ووجود ثلاثيات محورية "t"، كما في متلازمة تيرنر، في مواضع 't أو "t أكثر بكثافة من المجموعة الضابطة.[8] بازدياد حدوث الخط الوحيد العرضي العرضي على كف اليد.اليد المشدودة والأصابع المتداخلة: تتداخل إصبع السبابة مع الإصبع الثالث والإصبع الخامس يتداخل مع الإصبع الرابع، وهو ما يظهر بشكل مميز في التثلث الصبغي 18. وينتج هذا عن تقلص المفصل الخلقي.[9]

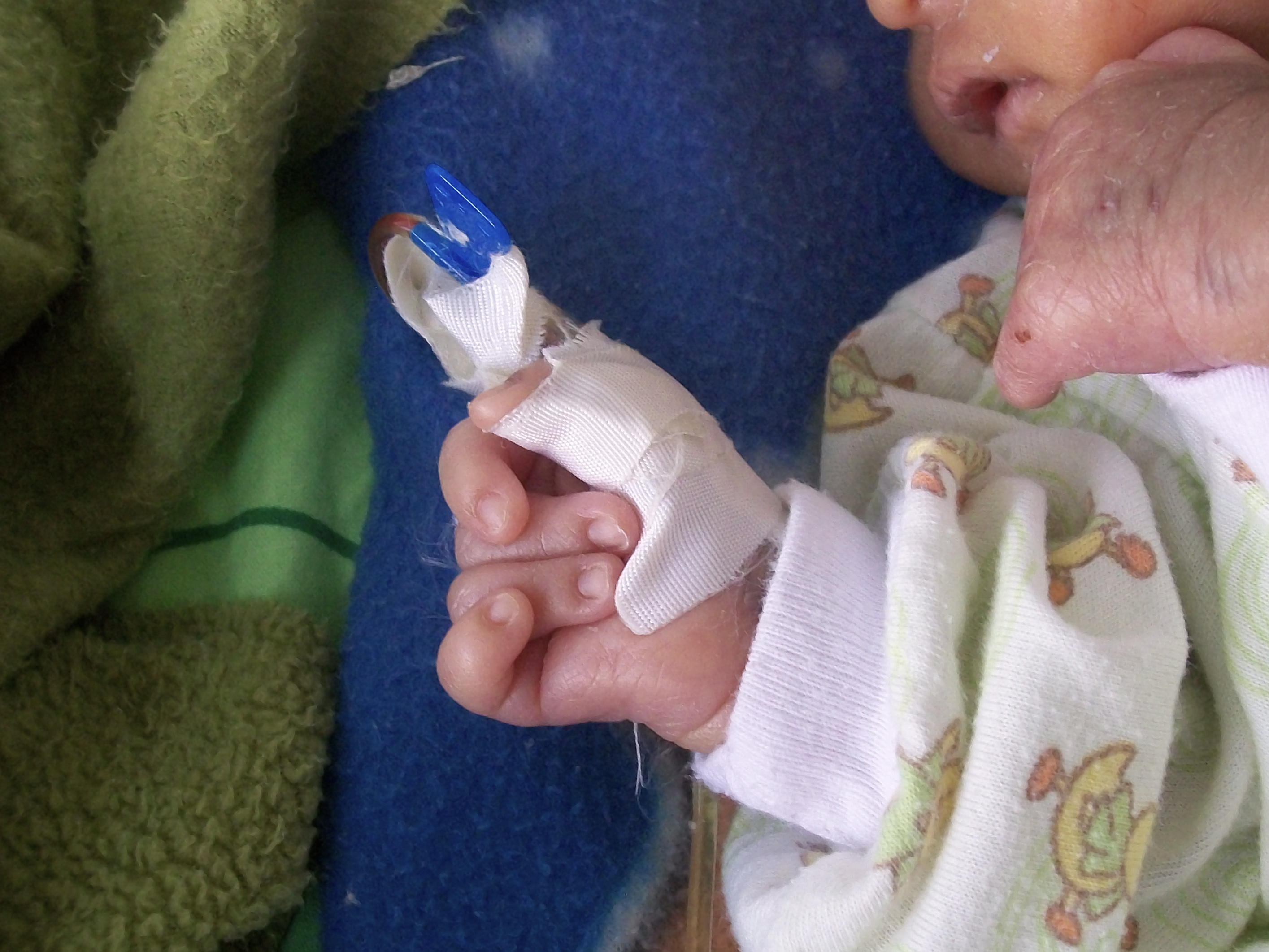
اليد المشدودة والأصابع المتداخلة: تتداخل إصبع السبابة مع الإصبع الثالث والإصبع الخامس يتداخل مع الإصبع الرابع، وهو ما يظهر بشكل مميز في التثلث الصبغي 18. وينتج هذا عن تقلص المفصل الخلقي.

- ثلاثية 13 (متلازمة باتاو): وفرة من الأقواس على أطراف الأصابع والخطوط الوحيدة العرضية في 60% من المرضى.[10] بالإضافة إلى ذلك، تميل الأقواس الأولية للقدم إلى تشكيل أنماط "S".[11]
- ثلاثية 18 (متلازمة إدوارد): 6-10 أقواس على أطراف الأصابع وتجاعيد راحية عرضية واحدة في 30٪ من المرضى.
- ثلاثية 21 (متلازمة داون): الأشخاص الذين يعانون من متلازمة داون لديهم نمط بصمة يتكون أساسًا من حلقات على شكل العصا الزندية، وزاوية مميزة بين الثلاثيات a، t، و d (زاوية "adt"). تشمل الاختلافات الأخرى الخط الوحيد العرضي ("خط سيمان") (في 50% من المرضى)، والأنماط في المنطقة الأدنى للكف وبين الأصابع،[12] وعدد الأخاديد الأدنى على طول خطوط الأصابع الرقيقة، خاصة في الأصابع الصغيرة، والتي تتوافق مع تقصير الأصابع في أولئك الذين يعانون من متلازمة داون.[13] هناك أقل اختلاف في أنماط بصمات الجلد بين الأشخاص الذين يعانون من متلازمة داون مقارنة بالأشخاص الأصحاء،[14] ويمكن استخدام أنماط بصمات الجلد لتحديد الترابطات مع تشوهات القلب الخلقية في الأفراد المصابين بمتلازمة داون عن طريق دراسة عدد الأخاديد على أصبع اليد اليسرى ناقص عدد الأخاديد على أصبع اليد اليمنى، وعدد الأخاديد على الأصبع الخامس من اليد اليسرى.[15]
- متلازمة تيرنر: يسود نمط الدوامات، على الرغم من أن تردد النمط يعتمد على الاضطراب الصبغي الخاص بالحالة.[16]
- متلازمة روبينشتايبي: إبهامات واسعة، وانخفاض متوسط عدد التلال، وأنماط بصمات الأصابع التي تحدث في المناطق بين الأصابع.[17]
- فصام الشيزوفرينيا: عدد الأخاديد الظهرية A-B عادة أقل من الأشخاص الأصحاء.[18]

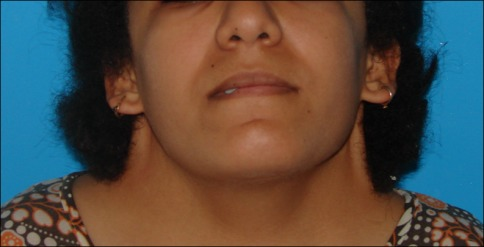
رقبة مكففة عند فتاة مراهقة مصابة بمتلازمة تيرنر.

- رقبة مكففة عند فتاة مراهقة مصابة بمتلازمة تيرنر.متلازمة كامبتوداكتيلي تل هاشومير: الخصائص الجلدية التي يجب أن تكون موجودة لتشخيص متلازمة تل هاشومير تشمل: (أ) وجود سبعة أو أكثر من الدوامات على الأصابع (تمتد هذه الدوامات بعيدًا عن حدود طرف الأصبع)، (ب) مؤشر الخط الرئيسي المنخفض، الذي يسببه التوجه العمودي الشديد للإشعاع من A إلى D، و(ج) وجود العديد من الخطوط الشعاعية على كف اليد تمحو الهيكل الطبيعي للأخاديد وفتحات مسام العرق.[19]

## أمراض الجلدية وحالات الطبية
قُيِّمت العلاقة بين مختلف الخصائص الجلدية والأمراض الطبية المختلفة على نطاق واسع.
ارتفاع ضغط الدم: تظهر مراحعة منهجية إلى وجود بعض الأدلة التي تشير إلى أن مرضى ارتفاع ضغط الدم يميلون إلى وجود تراكيب دوامية رقمية مرتفعة تترافق مع وجود متوسط أعلى لعدد الأخاديد الظهرية من الأشخاص الأصحاء.